# فوج
فوج
فوج اصطلاحی در زمان قاجار برای اشاره به هنگ‌های نظامی محلی ‌نقاط مختلف ایران استفاده می‌شده است. این یگان‌های نظامی به استعداد ۸۰۰ تا ۹۰۰ نفر ساختار یکسان و منظمی نداشته‌اند. افواج غالباً به سه دسته پیاده‌نظام، سواره‌نظام و توپچی تقسیم می‌شدند.
بعد از اصلاحاتی که در سال ۱۲۶۸ قمری (۱۲۳۰ خورشیدی) در تشکیلات نظامی کشور انجام شد، قشون ایران به ۱۰ تومان تقسیم شد. هر تومان مشتمل بر چهار تا یازده فوج می‌شد و فرمانده هر فوج را سرتیپ می‌گفتند.

## تشکیلات فوج
هر فوج یک فرمانده با  عنوان سرتیپ داشت و صاحب‌منصبان یا ارباب مناصب (افسران فوج) عبارت بودند از:
- سرهنگ
- یاور
- سررشته‌دار
- ۱ «مشرف» (ناظر خرج)
- ۴ «منشی»
- بیرق‌دار
- وکیل بیرق
- تحویل‌دار
- ماجور
- سرکرده
- بیک‌زاده

هر فوج به حدود ۱۰ دسته تقسیم می‌شده است. 
- - هر کدام به فرماندهی یک «سلطان» که مقامات زیر تحت فرمان او بودند. تخصص هر دسته هم از نام آن قابل تشخیص است:
- دسته موزیکانچی
  - شیپورچی: بین ۷ الی ۹ نفر
  - طبال: بین ۱۲ الی ۱۵ نفر
  - سنج‌زن ۲ نفر
  - نی‌زن بین ۱۲ تا ۱۵ نفر
- یک دسته (رسد) بهادران به فرماندهی ۱ نفر سلطان
  - ۱ نفر نایب اول
  - ۱ نفر نایب دوم
  - ۵ نفر وکیل
  - ۴ سرجوخه در راس چهار جوخه (هر جوخه شامل ۲۰ تا ۲۵ نفر)
- شش دسته پیاده، سواره یا توپچی (بسته به نوع فوج) به فرماندهی ۱ نفر سلطان (هر دسته شامل:)
  - ۱ نفر نایب اول
  - ۱ نفر نایب دوم
  - ۵ نفر وکیل
  - ۴ سرجوخه در راس چهار جوخه (هر جوخه شامل ۲۰ تا ۲۵ نفر)
- یک دسته مخبران
  - ۱ نفر نایب اول
  - ۱ نفر نایب دوم
  - ۵ نفر وکیل
  - ۴ سرجوخه در راس چهار جوخه (هر جوخه شامل ۲۰ تا ۲۵ نفر)